# Erigone zabluta
Erigone zabluta là một loài nhện trong họ Linyphiidae.
Loài này thuộc chi Erigone. Erigone zabluta được Eugen von Keyserling miêu tả năm 1886.